# Pautovite
La pautovite è un minerale.